# Phelonion

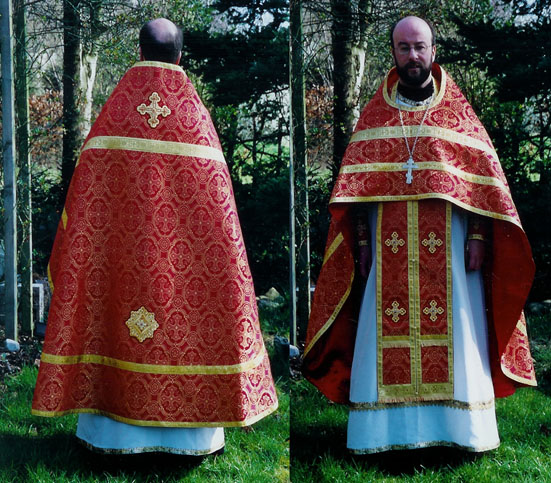
Vader Sergi Standhart van de Russisch-orthodoxe Kerk in Amsterdam, bekleed met de podriaznik, het epitrachelion en het phelonion. De zona heeft hij wel aan, maar is op de foto niet te zien.

Het phelonion (Grieks: φαιλόνιον meervoud, φαιλόνια, phaelónia; Russisch: фелонь, phelon, afgeleid van het Latijnse “paenula”, een reismantel) is het priestergewaad,in de lirurgische kleuren, dat in de oosters-orthodoxe kerken het equivalent is van de westerse kazuifel.
Waar in het Westen de zijkanten steeds verder werden weggesneden, gebeurde dit in het Oosten juist aan de voorkant. Daarom heeft het phelonion voor een onwetende westerling wel iets weg van een koorkap. In sommige oriëntaals-orthodoxe kerken komt de snit van het phelonion zelfs precies met die van de koorkap overeen. De oorsprong is echter niet dezelfde. De symbolische betekenis van het phelonion (in de volksmond in de Nederlandse diaspora: pheloon, vergelijk epitrachiel) is die van de rode mantel die Jezus droeg bij zijn bespotting en doornenkroning.
Verdere betekenis van dit rijk versierde bovengewaad is: het bruiloftskleed bij het feestmaal van het Lam. De stroken goudborduursel of goudband en de contrasterende stof symboliseren de bloedstromen van de kruisiging.
Het is een rijk versierde klokvormige bovengewaad, zonder mouwen, zonder splitten en heeft veel weg van een cape. Dit gewaad rust op de schouders van de Priester en wordt aangetrokken door middel van een opening voor het hoofd. Het is aan de voorkant ongeveer een armlengte lang met een halfcirkelvormige opening (vanaf de buik tot onder). Zodat de priester bij het verrichten van de heilige handelingen niet gehinderd wordt. Het reikt aan de achterkant tot de rand van het sticharion. De randen rondom de halsopening, de zoom en het bovenste stuk rondom de borst zijn afgezet met stroken band, hetgeen de priester moet herinneren aan de wonden van Christus en aan het bloed dat daaruit gestroomd is. Op de achterkant is meestal een geborduurd kruis of een icoon aangebracht en aan de zoom in een rechte lijn onder het kruis een achthoekige ster (bij de Grieken is dit overigens gereduceerd tot een driehoekje). Kruis en ster duiden op het begin (de ster van Bethlehem) en het einde (het kruis op Golgotha) van het verlossingswerk van Christus. Het is het symbool voor het naadloze kleed van Christus en het staat voor gerechtigheid. Het is HET bruiloftskleed bij het feestmaal van het Lam. Met het phelonion, is de liturgische kleding van de priester compleet.